# Infamous First Light
Infamous First Light - відеогра в жанрі пригодницький бойовик, розроблена компанією Sucker Punch Productions і видана Sony Computer Entertainment для PlayStation 4. Гра була анонсована на виставці Electronic Entertainment Expo 2014 і вийшла в цифровому форматі в серпні 2014 року, а фізичний реліз гри відбувся лише в Європі, Азії та Австралії у вересні 2014 року.  Гра є окремим доповненням до Infamous Second Son і слугує приквелом.
У грі від третьої особи гравець бере під свій контроль Ебіґейл "Фетч" Вокер (представлену як допоміжний персонаж у Infamous Second Son), молоду жінку, яку Департамент об'єднаного захисту класифікує як "Провідника", що володіє надлюдськими здібностями. Перебуваючи під вартою Д.О.З., Фетч отримує наказ розповісти історію подій, що призвели до її ув'язнення. Гравець може використовувати свої неонові здібності, щоб перемагати ворогів і пересуватися по навколишньому середовищу, проходячи рівні гри. Дія гри відбувається переважно на вулицях вигаданої версії Сіетла, а також у в'язниці Кердун Кей та навколо неї.
Infamous First Light отримала переважно позитивні відгуки від критиків, які вихваляли головну героїню Фетч, а деякі коментували, що вона була кращим персонажем порівняно з головним героєм Second Son Делсіном, а також візуальну складову, управління, геймплей та арени випробувань. Критика була спрямована на сюжет гри та бойову механіку.

## Ігровий процес
Infamous First Light - це пригодницький бойовик у відкритому світі з видом від третьої особи, схожа на Infamous Second Son; гравці проходять рівні, перемагають ворогів і виконують побічні місії. Гравець бере під свій контроль Ебіґейл "Фетч" Вокер, молодого "провідника", який володіє супергеройськими "неоновими" здібностями. За деякими винятками, здібності Ебігейл ідентичні з неоновими здібностями Делсін Роу, але First Light вводить кілька нових можливостей. У неонових перегонах Фетч може ганятися за плаваючими кулями неонового газу та енергією Провідника, які називаються "Люмени", що дають їй очки навичок, які збільшують її силу. Присутня міні-гра-графіті з Second Son, яка була естетично змінена, щоб відповідати неоновому стилю Фетч. У "Випробуваннях на арені" Фетч і Делсін можуть битися з ордами голографічних ворогів. Пройшовши випробування, гравець отримує очки навичок, які можна використати для покращення своїх здібностей. Ексклюзивно для арени - нова ворожа фракція: Демони, з їхніми унікальними силами та здібностями.

## Сюжет
Ебіґейл "Фетч" Вокер, молодий провідник, ув'язнена Д.О.З. у в'язниці Кердун Кей, отримує наказ продемонструвати свої здібності якійсь Брук Августін, борючись з голографічними ворогами, створеними колегою-провідником Юджином. Після цього Ебіґейл просять розповісти про події, що призвели до її арешту.
Сім років тому Ебіґейл була однією з перших нових провідників, які з'явилися після розгулу Звіра в сільській місцевості. Спочатку її батьки намагалися впоратися з цим, але після того, як Ебіґейл помилково поранила одного зі своїх однокласників, у них не залишилося вибору. Старший брат Ебіґейл, Брент Вокер, негайно схопив Ебіґейл і втік з нею; пара почала вживати наркотики, щоб впоратися з цим, але Брент врешті-решт став чистим, навіть сховав заначку Ебіґейл, щоб допомогти їй також очиститися. Брент також змусив Ебіґейл звести до мінімуму використання своїх здібностей, щоб уникнути підозр. Протягом багатьох років Брент працював на банди, щоб зібрати достатньо коштів для купівлі човна і переправитися через кордон з Сіетла до Канади, де не поширюються повноваження Д.О.З. На жаль, банда російських мафіозі, відомих як Акурани, знищила човен, взяла Брента в заручники і ледь не вбила Ебіґейл бомбою. Використовуючи свої сили, Ебіґейл виживає і починає шукати Брента. Незабаром Ебіґейл зустрічає Шейна, одного зі старих знайомих Брента і дрібного наркобарона, який також шукає Брента. Шейн користується наївністю Ебіґейл, щоб використати її для перемоги у війні банд з Акуранами майже одноосібно. Коли вони знаходять Брента, Шейн бере його в заручники і змушує Ебіґейл допомогти йому зміцнити свою владу над наркоторгівлею в Сіетлі. Повернувшись у сьогодення, Августин припускає, що нові здібності, які розвиваються в Абіґейл, можуть бути реакцією на сильну травму, яка допомагає їй впоратися з нею. За умови, що вона продемонструє їй усі свої здібності, Августин дозволяє Ебіґейл битися з голограмами своїх солдатів з Д.О.З. Коли завдання виконано, Ебіґейл продовжує свою розповідь.
Інша співробітниця Шейна, яка працює в міському відділі технічної підтримки, на ім'я Дженні, пропонує допомогти в пошуках Брента. Дженні звузила коло пошуку місця, де Шейн тримає Брента, до чотирьох транспортних ящиків, розставлених по всьому місту. Знайшовши ящики, Ебіґейл не тільки виявляє, що Брента немає в жодному з них, але й Шейн, який вже знав про це, вистежує і вбиває Дженніфер. Шейн просить Ебіґейл допомогти йому здобути прихильність поліції, доручивши їй перебити поліцейських, поки він зустрінеться з шефом. Шеф погоджується на умови Шейна, але за умови, що Ебіґейл покине Сіетл і не повернеться.
З цією умовою Шейн відправляє Ебіґейл забрати брата. На жаль, це виявляється пасткою, де Шейн намагається вбити Ебіґейл за допомогою саморобної газової камери, але Ебіґейл вдається врятуватися і втекти. Повернувшись у теперішнє, зрозумівши, що Ебіґейл все ще щось приховує від неї, Августина вирішує відправити її на іншу нову арену. Надихнувшись любов'ю Юджина до гри Heaven's Hellfire, Августин змушує Ебіґейл битися з її буквальними демонами. Після проходження третьої арени Августин пропонує Ебіґейл завершити історію. Ще жива Ебіґейл "домовляється" з Шейном про нову угоду, він віддає Брента живим і неушкодженим, а вона припиняє розвалювати його банду і операцію. Шейн домовляється з Ебіґейл про зустріч у "Крокодилі", де він встромляє їй голку з наркотиком. У наркотичному сп'янінні Ебіґейл випадково вбиває Брента, залишаючись емоційно розгубленою та беззахисною, коли її переслідують поліцейські.
Повернувшись у теперішнє, Августина розповідає, що знала історію Ебіґейл весь цей час, і показує, що Шейн у неї під вартою, пропонуючи Ебіґейл шанс вбити його. Прийнявши пропозицію Августини, Ебіґейл нападає на Шейна, зруйнувавши при цьому частину тюремної стіни. Шейн виживає і тікає, викравши БТР, а за ним по гарячих слідах їдуть спецназ і звільнена Ебіґейл. З мимовільною допомогою Д.О.З. Ебіґейл наздоганяє Шейна і жорстоко вбиває його, мстячись за свого брата. Августин, дізнавшись, що Шейна стратили, заявляє, що Ебіґейл "готова".
Разом з Юджином і ще одним провідником на ім'я Хенк Дотрі, Ебіґейл відпускають під варту військових. Під час поїздки Хенк виявляє, що проніс зігнуту скріпку, щоб використовувати її для зняття наручників, викрадає вантажівку і розбиває її в Салмон-Бей. Ебіґейл та Юджин тікають, а Хенк залишається позаду, коли до нього наближається Делсін Роу, що призводить до подій "Другого сина".

## Розробка та реліз
Гра почала розроблятися незабаром після виходу Infamous Second Son. Нейт Фокс сказав, що рішення про створення First Light було "легким". Він сказав, що "суперечлива історія та загальне ставлення головної героїні Фетч зробили її ідеальним персонажем для окремої гри". Фокс також сказав, що створювати гру було "дуже весело", і що "всі вже знають, як робити все, пов'язане з розробкою, і всі інструменти вже на місці, так що ви можете перейти безпосередньо до створення контенту". Sucker Punch вважали, що здібності Фетча досить сильно відрізняються від здібностей Делсіна з Second Son, щоб заслуговувати на окрему гру. Незважаючи на те, що різні здібності Фетча самі по собі забезпечували різноманітність ігрового процесу, під час розробки Sucker Punch гарантували, що вони відчуваються "мінливими" і "дуже різними". Ще однією метою Sucker Punch було зробити загальний тон гри темнішим, ніж у Second Son. У Sucker Punch Фетч потрапляє у безліч суворих ситуацій, де вона змушена бути собою і боротися за вихід із них.
Під час розробки Sucker Punch зробили великий акцент на характері головної героїні Ебіґейл "Фетч" Вокер. Sucker Punch інтенсивно працювали з актрисою, яка озвучувала Фетч, Лорою Бейлі, протягом всієї розробки гри, часто просячи її внести свій внесок у конкретних ситуаціях. Режисер гри Нейт Фокс заявив: "Коли наставав час ввести діалог або поговорити про мотивацію, ми дзвонили Лорі Бейлі або писали їй смс. Вона розповідала мені, якою була б точка зору Фетч, щоб вона була точною для персонажа, але також точною для жіночого досвіду". Після виходу "Другого сина", Sucker Punch відчули себе "зобов'язаними" зробити гру про Фетч; Фокс заявив: "Ми зробили гру про Фетча, тому що нам подобався Фетч".
Гра була анонсована на E3 2014 і вийшла у світ у цифровому форматі через PlayStation Store 27 серпня 2014 року. Пізніше вона була випущена в роздріб лише в Австралії, Азії та Європі 10 вересня 2014 р. Гравці, які оформили попереднє замовлення на гру, отримали бонусний костюм для головного героя Фетча під назвою "D.U.P. Fetch".

## Прийом
| Агрегатор  | Оцінка |
| ---------- | ------ |
| Metacritic | 73/100 |

| Видання        | Оцінка |
| -------------- | ------ |
| Destructoid    | 8.5/10 |
| Eurogamer      | 6/10   |
| Game Informer  | 8/10   |
| GameRevolution | [ 6 ]  |
| GameSpot       | 6/10   |
| IGN            | 7.5/10 |
| Polygon        | 8/10   |
| VideoGamer.com | 7/10   |

Infamous First Light отримав "змішані або середні" відгуки від критиків, згідно з агрегатором рецензій Metacritic.
Кріс Картер з Destructoid дав позитивну рецензію на гру. Він поставив 8,5 балів з 10 і заявив: "Крапка, inFamous First Light - більше Second Son, і це добре. Хоча я не був так сильно занурений в історію Фетча, як в історію Делсіна, це чудовий спосіб для фанатів повернутися до надпотужного світу Сіетла, а для новачків - ще кращий спосіб відчути смак серії".
Ден Вайтхед з Eurogamer поставив грі змішану оцінку 6/10, сказавши "Дивна, невизначена природа First Light робить її складною для сприйняття. Розглядаючи її як DLC-доповнення, можна сказати, що вона досить щедра, і фанати Second Son неодмінно оцінять додаткову передісторію та ще один шанс побігати по Сіетлу. Як самостійна гра, вона заробляє бали за те, що обрізає зайве з шаблону відкритого світу, але також є настільки ж універсальною, наскільки це можливо. First Light - це адекватна розвага для фанатів, але навряд чи вона засліпить когось іншого".
Ендрю Райнер з Game Informer у своєму огляді поставив грі позитивну оцінку 8/10. Він підсумував свій огляд словами "InFamous First Light бракує деякої динаміки Second Son у боях кампанії та знайомих наративних знаків, але вона все одно є довгоочікуваним доповненням до серії. Фетч - фантастично прописаний персонаж, і завершення її історії варто побачити повністю - навіть якщо ви вже знаєте, що станеться. Sucker Punch феноменально впорався з фіналом".
Кевін ВанОрд з GameSpot поставив грі 6/10 у своєму огляді. Він назвав головну героїню Фетч "захопливою героїнею", сказав, що "шовковисто-гладкий бій і рух роблять пересування по Сіетлу приємним", і сказав, що "підрив охоронців Департаменту об'єднаного захисту і цифрових демонів - це абсолютний вибух". Однак він розкритикував гру за те, що вона занадто легка, сказавши: "Як тільки ви досягаєте максимуму прицільної стрільби, ви отримуєте задоволення: "Як тільки ви максимально використовуєте свої самонавідні ракети, ви можете ходити уві сні, проходячи через арени випробувань". Він також назвав дизайн місій "без натхнення", йому не сподобалися персонажі та діалоги.
Джеймі Трінка з VideoGamer.com оцінив гру на 7 балів з 10, написавши: "First Light - це Second Son з меншою частиною зайвого матеріалу , що робить її ідеальною для новачків". Трінка позитивно відгукнувся про головного героя Фетча; він здебільшого похвалив персонажа за те, що він не є типовим чоловіком, якому доручено врятувати світ, написавши "Мені подобається Фетч. Вона нескінченно цікавіша за Делсін Роу - недосконалого антигероя, який став визначальним завдяки деяким надзвичайно поганим рішенням". Трінка також вважав візуальні ефекти одними з найкращих на PlayStation 4 і хвалив низьку ціну, але відчував, що грі бракує різноманітності та повторюваного геймплею.
Ден Степлтон з IGN поставив грі 7,5 балів з 10, похваливши карти завдань, сюжет, головну героїню, Фетч, і нові здібності. Він підсумував свій огляд словами "InFamous First Light - це пристойна історія навколо кращого персонажа, ніж у Second Son, але її битви не мають такого ж масштабу чи різноманіття суперсил, як у Second Son. Після короткої кампанії, карти викликів вносять новий поворот у бій, позбавляючи вас можливості уникати небезпеки за власною примхою, що робить його набагато складнішим".
Філіп Коллар з Polygon поставив Infamous First Light 8 з 10 у своєму огляді. Він сказав: "Незважаючи на те, наскільки добре їхні історії вписуються одна в одну, ідеальний сценарій для гри в InFamous First Light - це ніколи не торкатися Second Son. Це найкраще підходить як вступний пакет для новачків у серії Infamous - щільно закручена, драматична історія з міцним екшеном і дуже мало надмірностей. Вона не настільки відрізняється від гри Infamous, яка вийшла раніше цього року, щоб повністю виділитися, але вона не сильно страждає від цієї схожості".
Деніел Бішофф з Game Revolution дав грі блискучу рецензію. "Те, що inFamous First Light перегукується з основною темою гри про братів і сестер і про те, що означає втратити сім'ю, глибоко вразило мене, - сказав Бішофф, - особливо тому, що братерство набуло для мене іншого значення протягом багатьох років. Зважаючи на те, що це вписано в передісторію персонажа, фанати можуть знати, чого очікувати, але я не можу не співчувати Фетч понад усе. Її ув'язнення та використання Sucker Punch знайомої локації в основі цієї історії вдихають нове життя в неонові ігрові цикли, які вже зарекомендували себе як одна з найкращих механік у відкритому світі". Бішофф оцінив гру на 4,5 бали з 5.